# Westport (Nueva York)
Westport es un pueblo ubicado en el condado de Essex en el estado estadounidense de Nueva York. En el año 2000 tenía una población de 1.362 habitantes y una densidad poblacional de 9 personas por km².

## Geografía
Westport se encuentra ubicado en las coordenadas 44°10′50″N 73°27′16″O / 44.18056, -73.45444.

## Demografía
Según la Oficina del Censo en 2000 los ingresos medios por hogar en la localidad eran de $40,000, y los ingresos medios por familia eran $49,917. Los hombres tenían unos ingresos medios de $31,042 frente a los $26,550 para las mujeres. La renta per cápita para la localidad era de $22,063. Alrededor del 7.7% de la población estaban por debajo del umbral de pobreza.